# Leeds Beckett University
Leeds Beckett University (LBU) — publiczny uniwersytet w Leeds w hrabstwie West Yorkshire w Wielkiej Brytanii.

## Historia
Zalążkiem Leeds Beckett University był utworzony w 1824 roku Leeds Mechanic Institute, przemianowany później na Leeds Institute of Science, Art and Literature, i dalej na Leeds College of Technology. W roku 1846 założono Leeds College of Art, w 1845 Leeds College of Commerce i w końcu w roku 1874 powstał Yorkshire Training School of Cookery (w 1960 przemianowana na Yorkshire College of Education and Home Economics) –  te jednostki skonsolidowały się na początku lat 50. XX wieku. Lokalne władze łącząc te cztery uczelnie w jednym miejscu utworzyły City Campus.
W 1970 powołano Leeds Polytechnic będące pod zarządem Local Education Authority. W 1976 powiększono ją o James Graham College i City of Leeds and Carnegie College. Politechnika była częścią Leeds LA do 1 kwietnia 1989 roku, kiedy ta przemianowała się na Higher Education Corporation.
W 1992 roku uczelnia otrzymując status uniwersytecki i nazwę Leeds Metropolitan University, nabyła prawa do nadawania stopni naukowych.
We wrześniu 2014 uczelnia zmieniła nazwę na Leeds Beckett University.

## Galeria

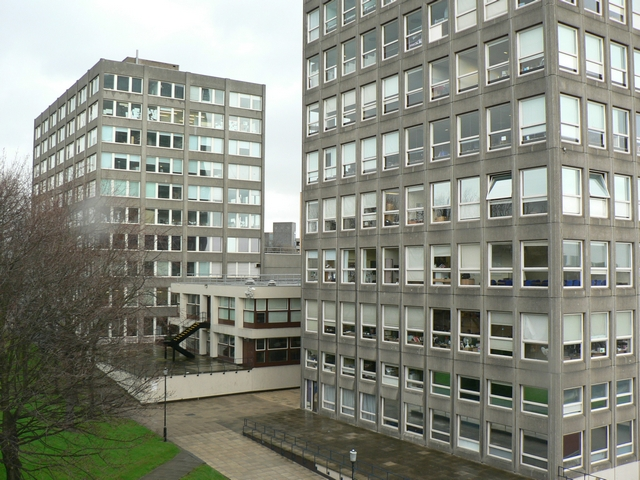
'F' Building & 'H' Building
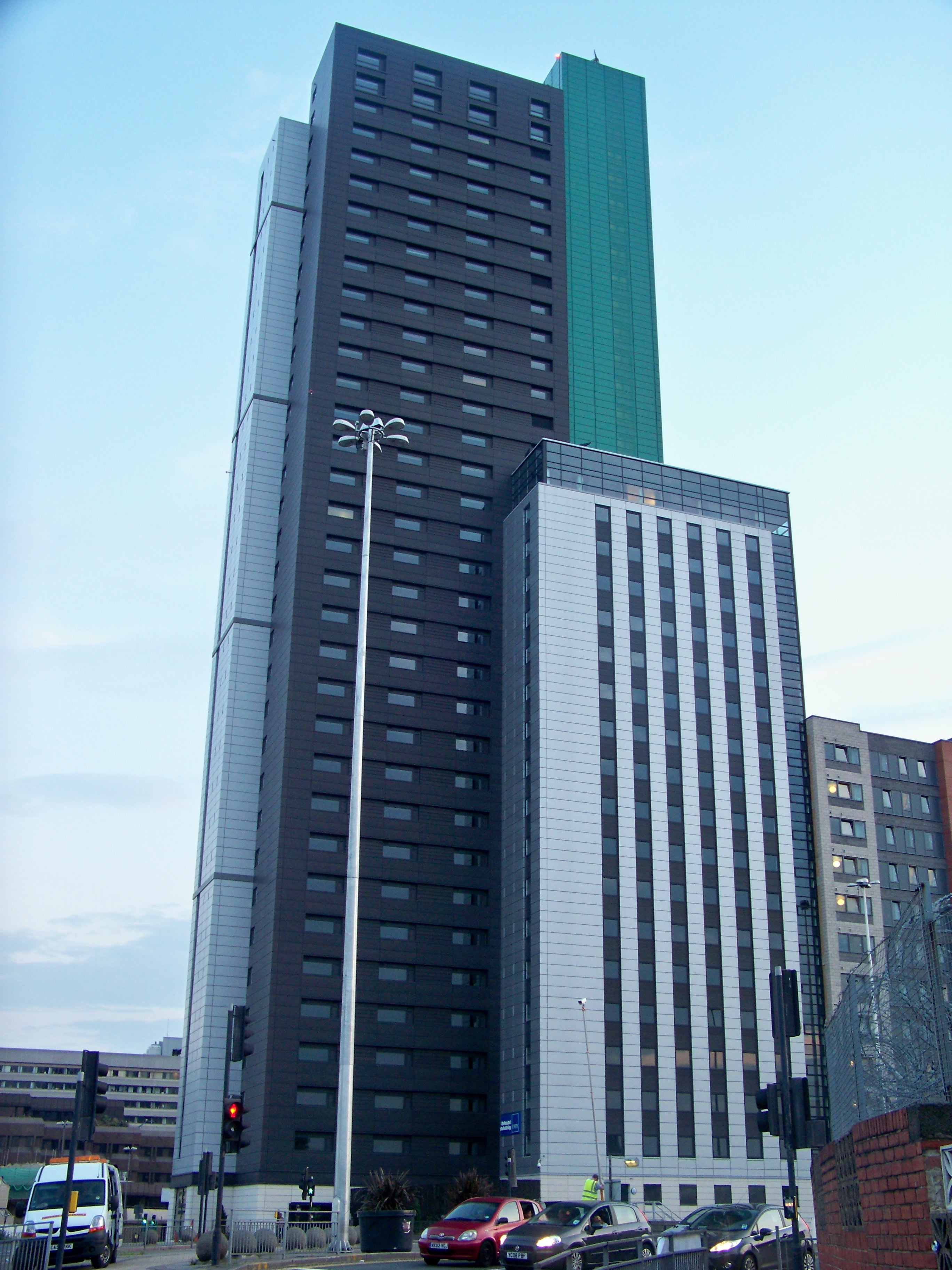
Sky Plaza
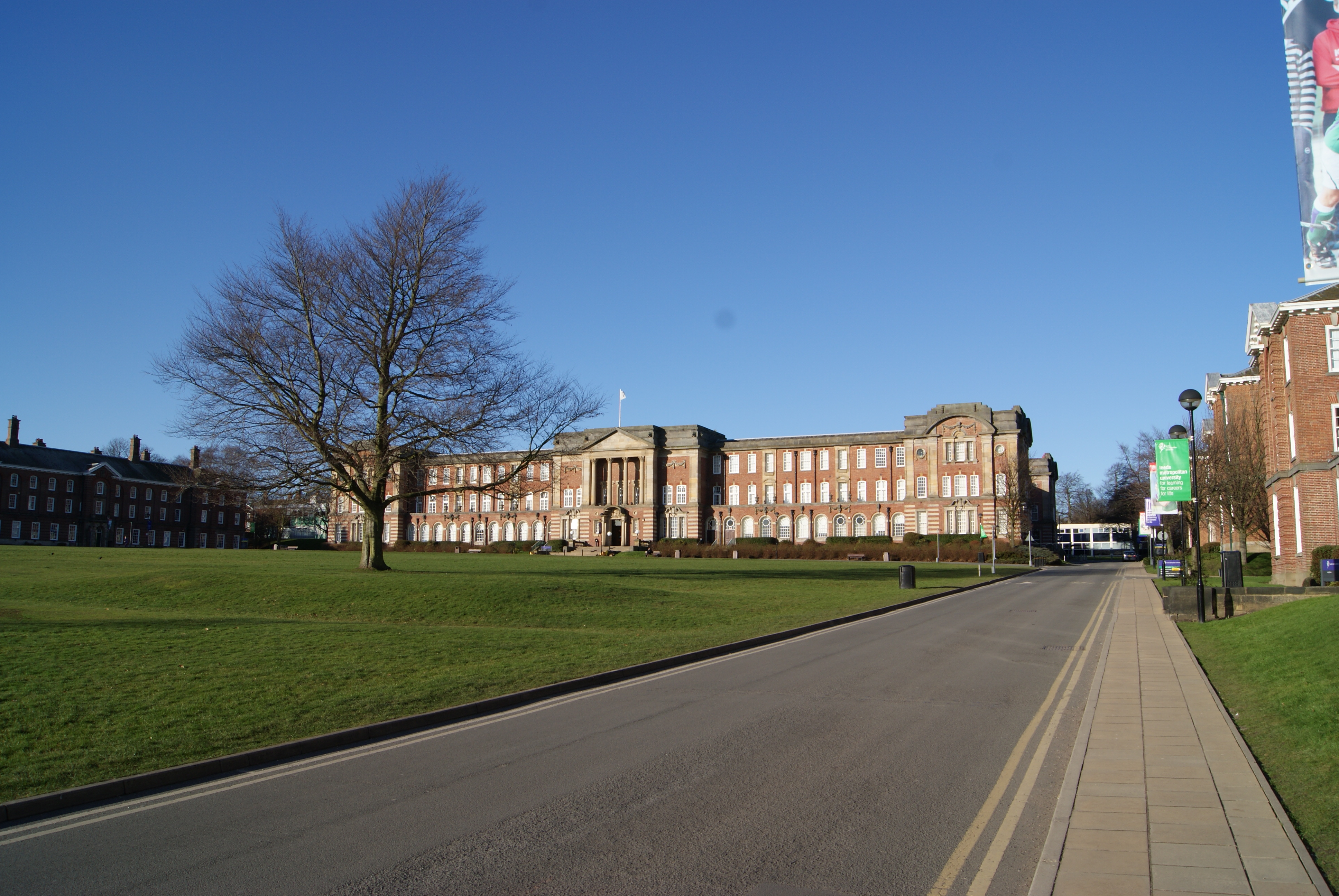
Beckett Park
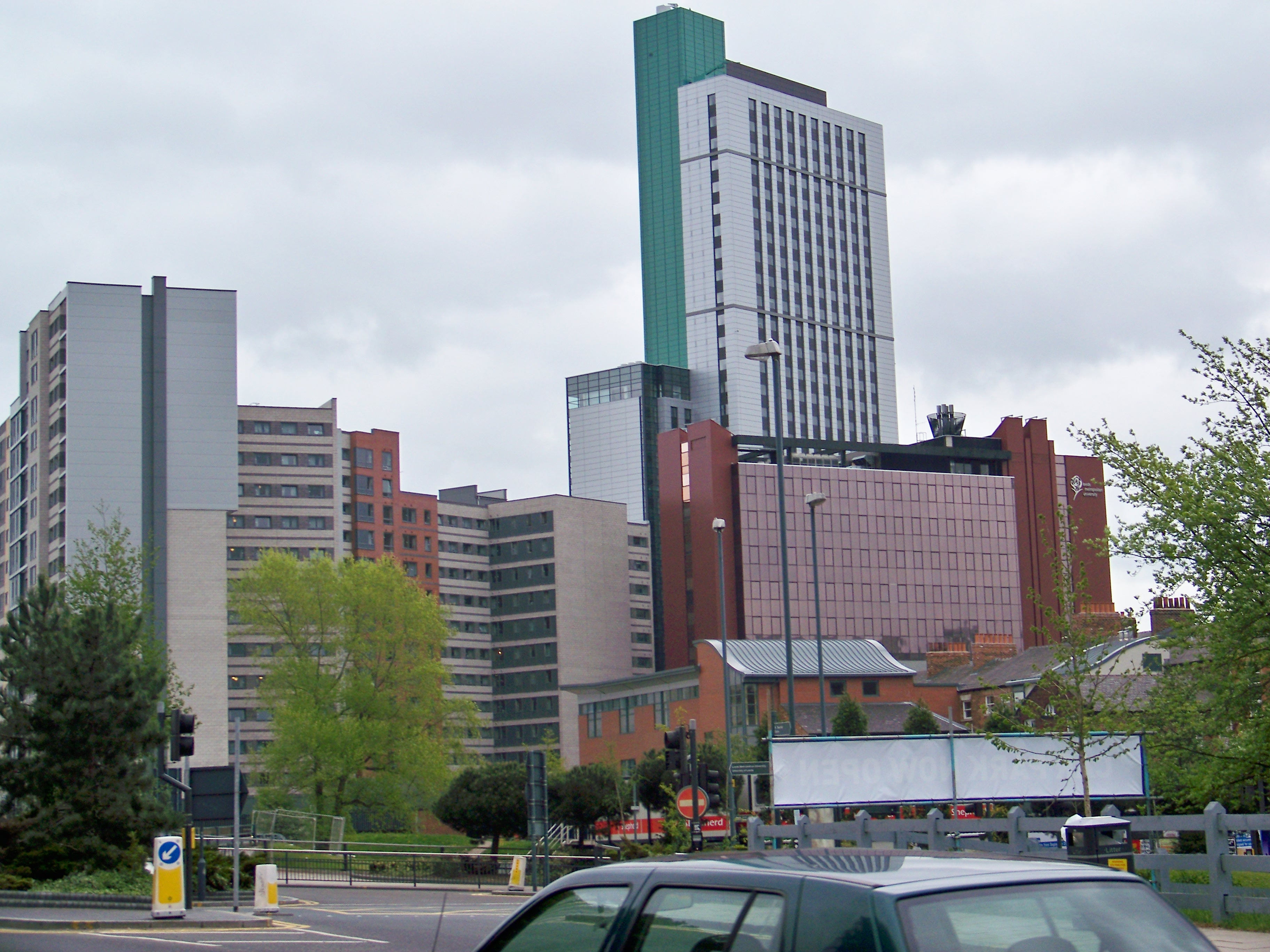
Plaza Tower
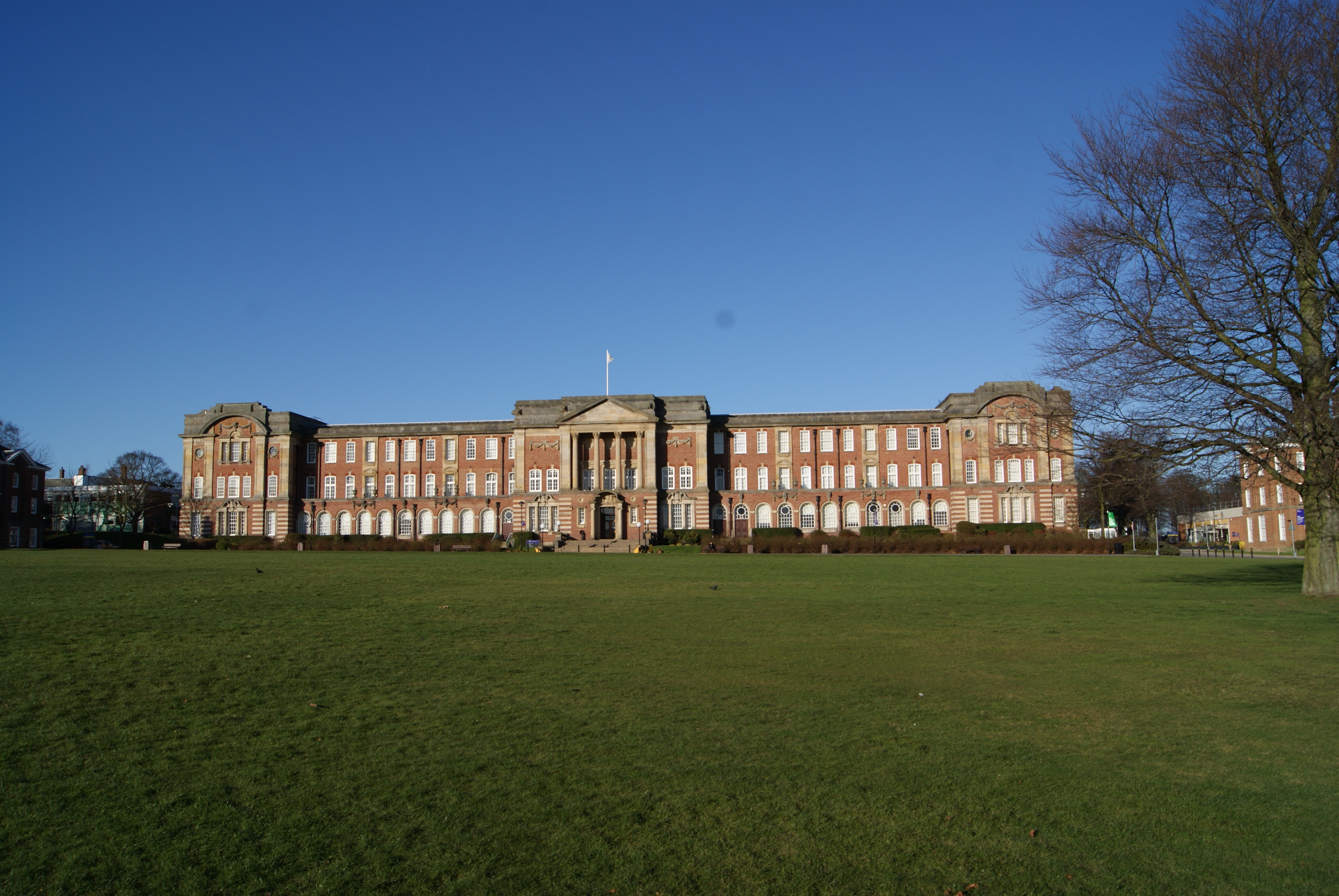
James Graham Building
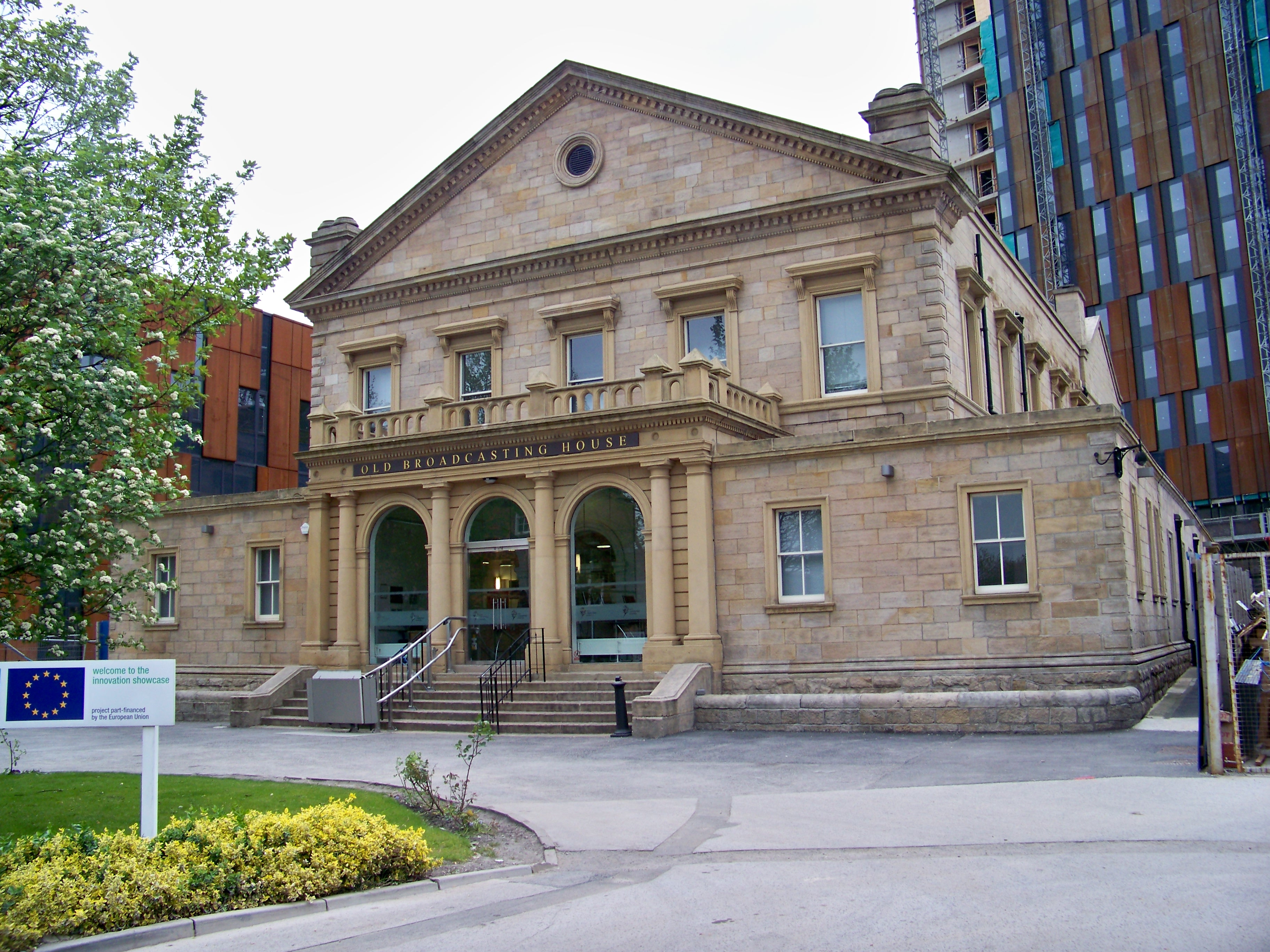
Old Broadcasting House
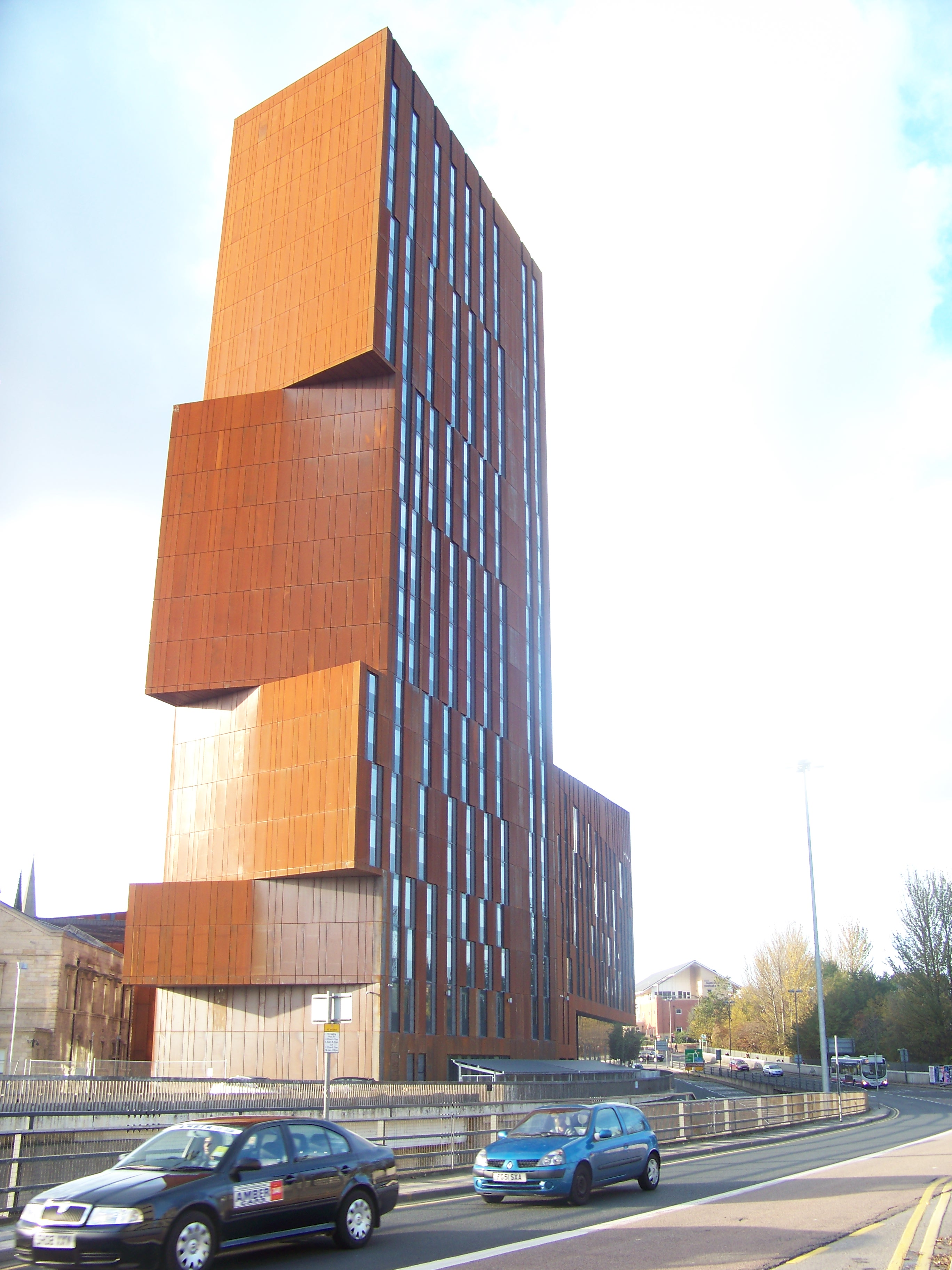
Broadcasting Tower
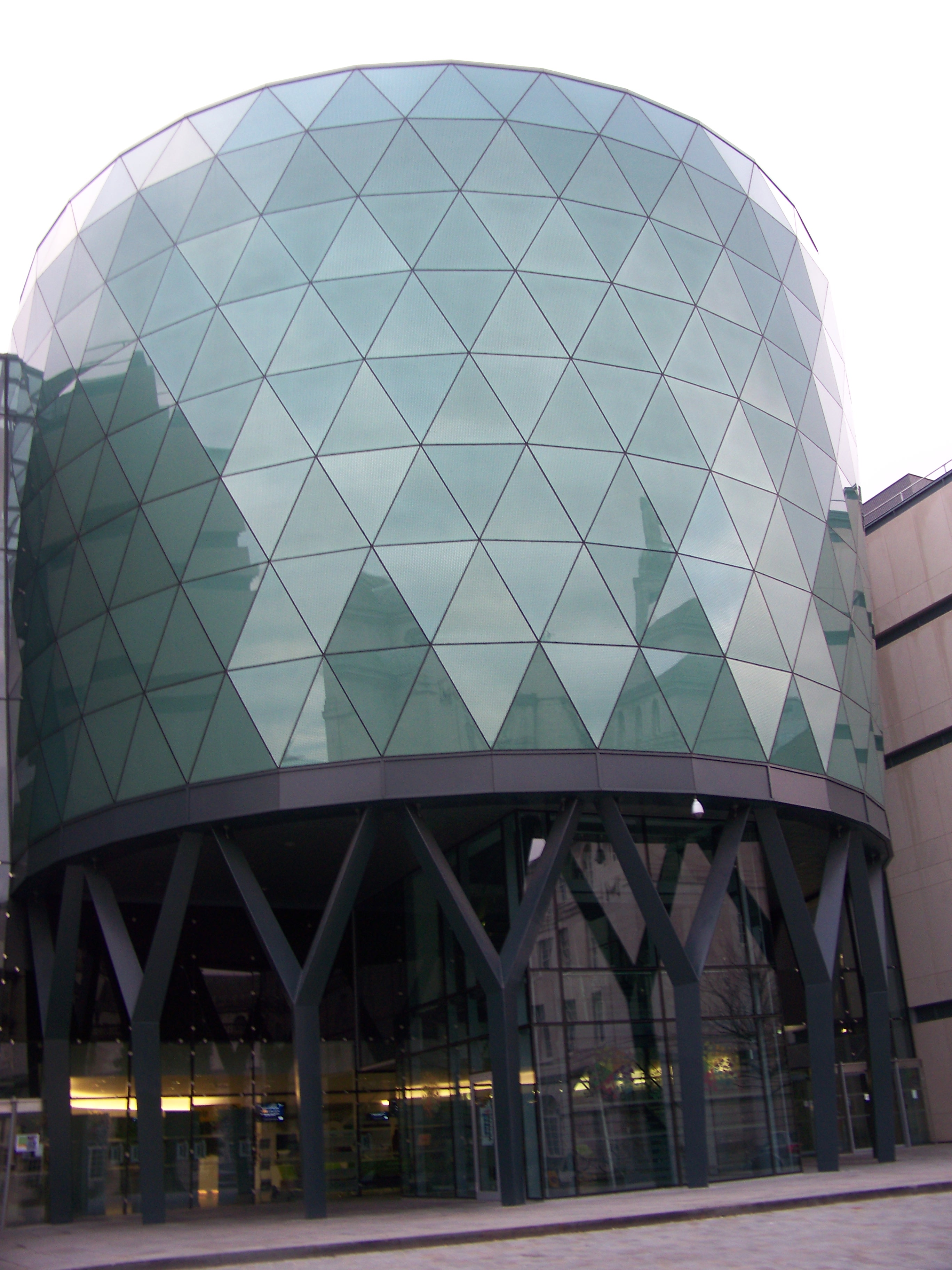
The Rosebowl

## Absolwenci
- Marc Almond – piosenkarz
- Mohammad Sidique Khan
- Stereo Mike – piosenkarz hip-hop
- Charles Richard Wilson – piosenkarz zespołu Kaiser Chiefs
- Andy McDonald (polityk)